# المرأة في الحرب ما بعد الكلاسيكية
المرأة في العصر ما بعد الكلاسيكي لعبت العديد من الأدوار في الحروب.

## الجدول الزمني

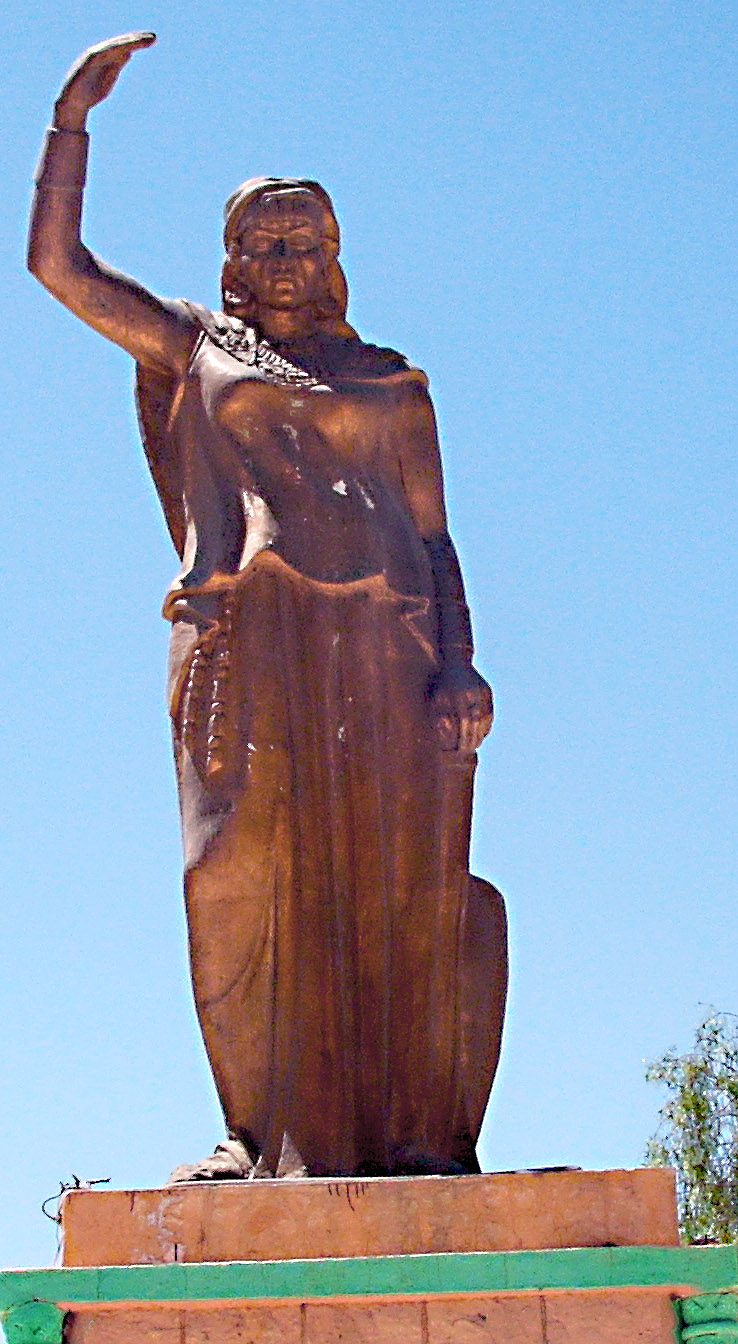
ديهيا

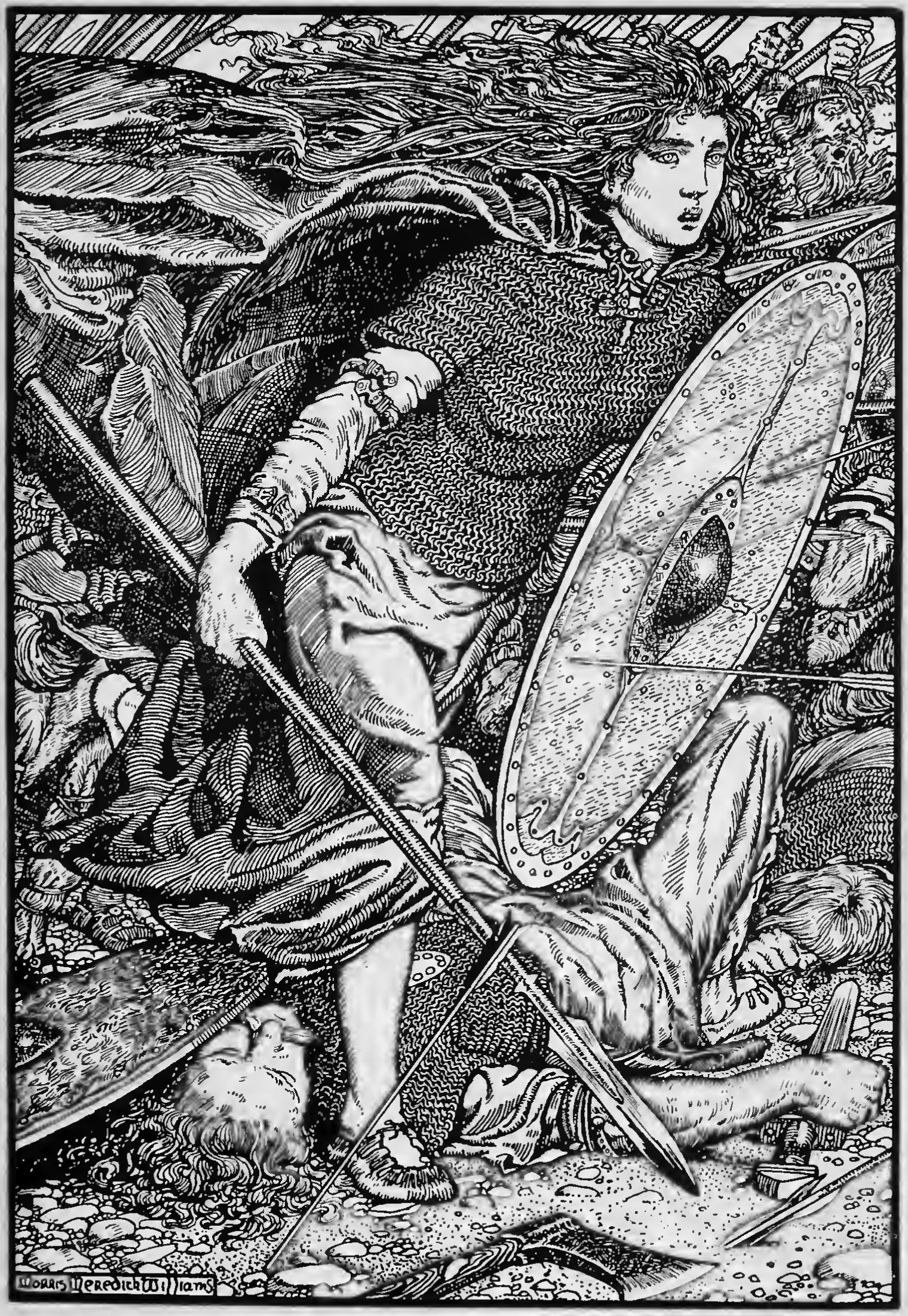
لاجيرثا

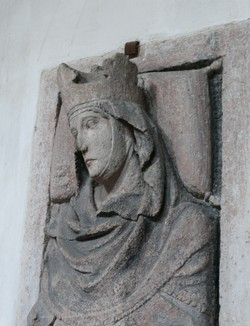
هيمّا

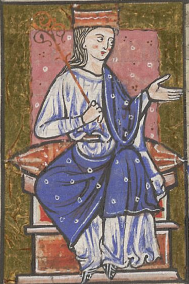
Æthelflæd

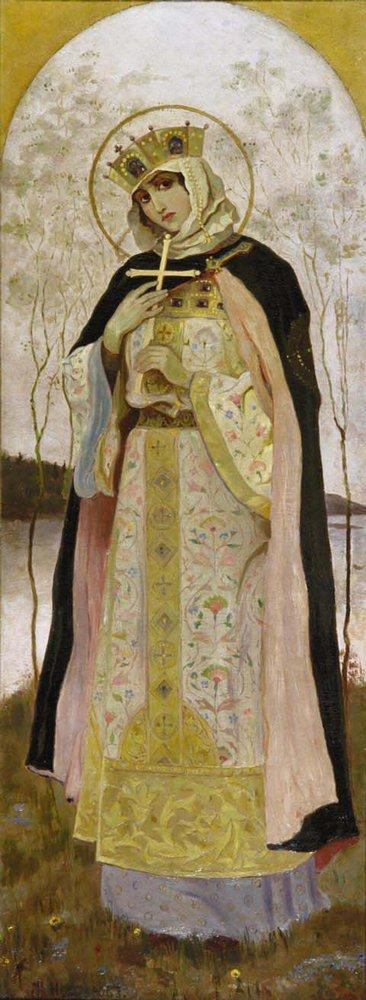
أولغا (أميرة)

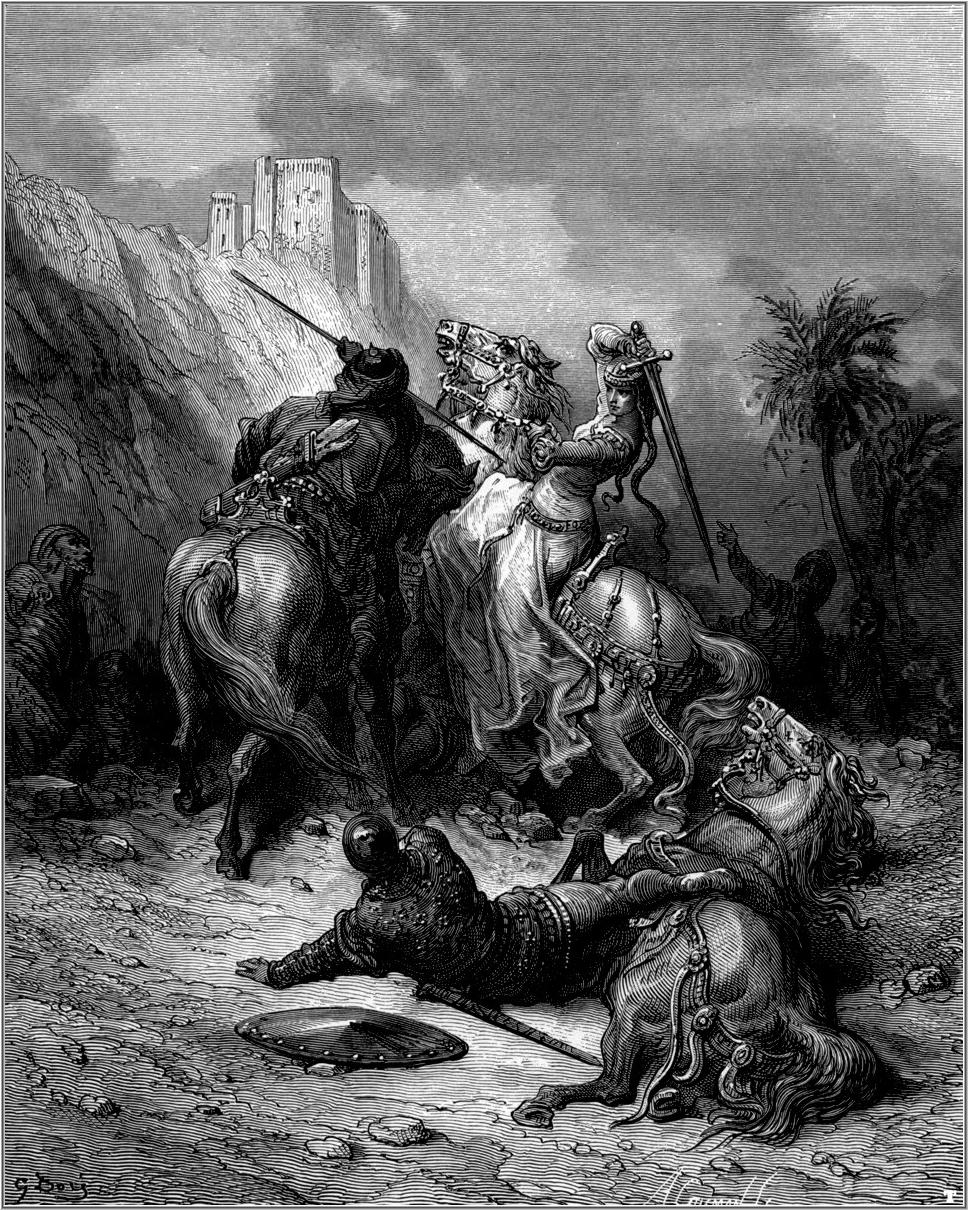
فلورين من بورجوندي

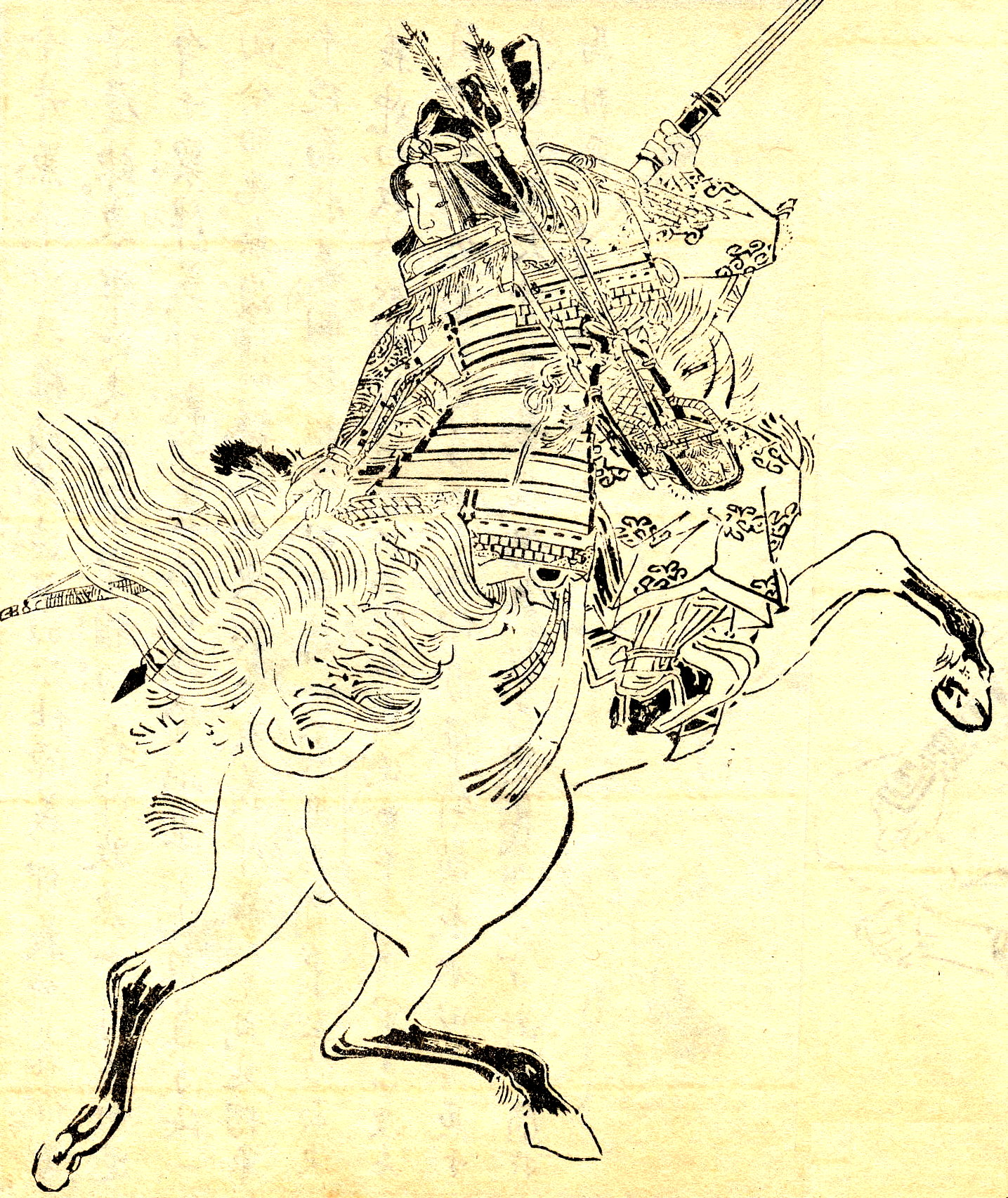
تومو غوزين

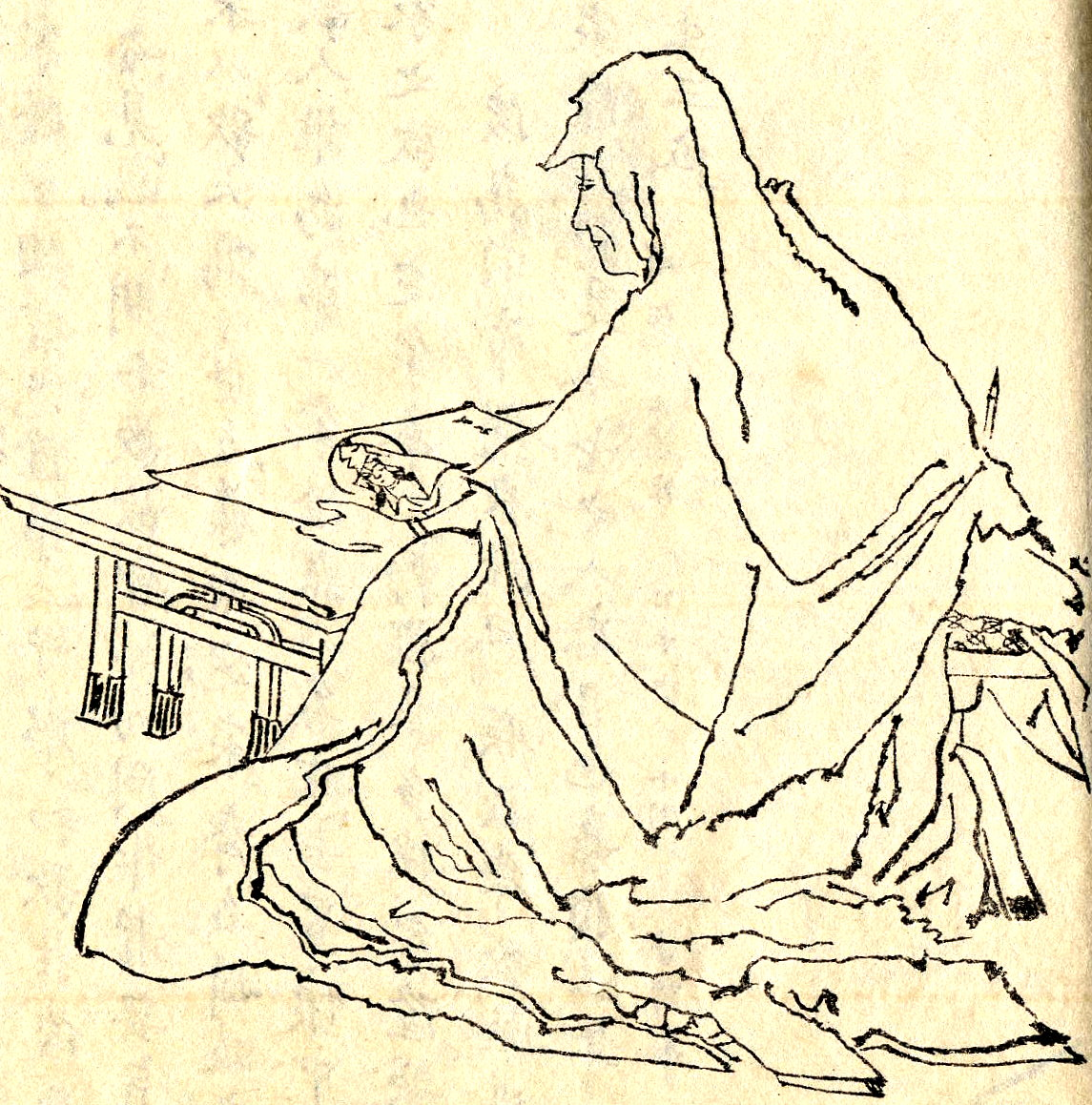
هوجو ماساكو

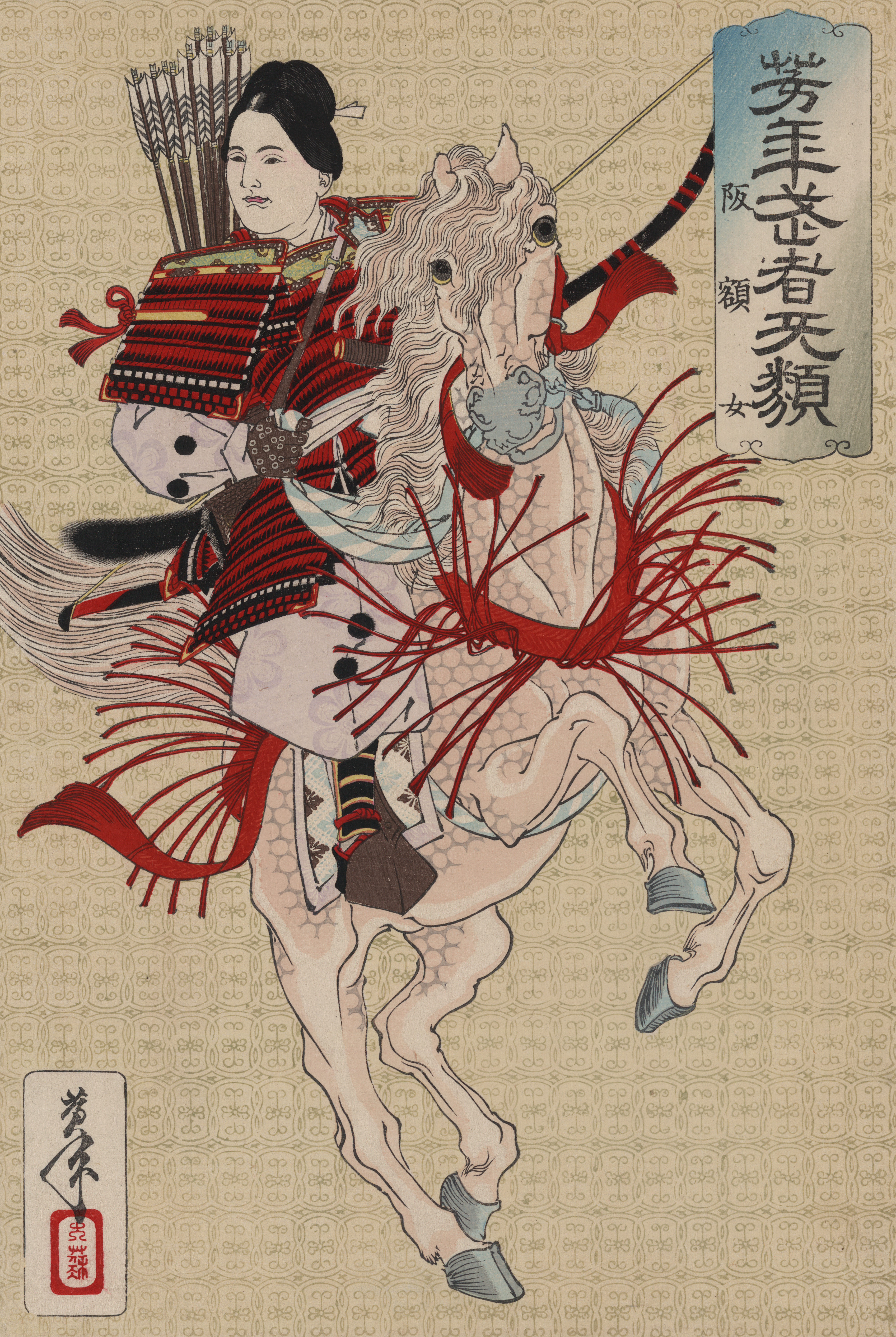
هانغاكو وزين

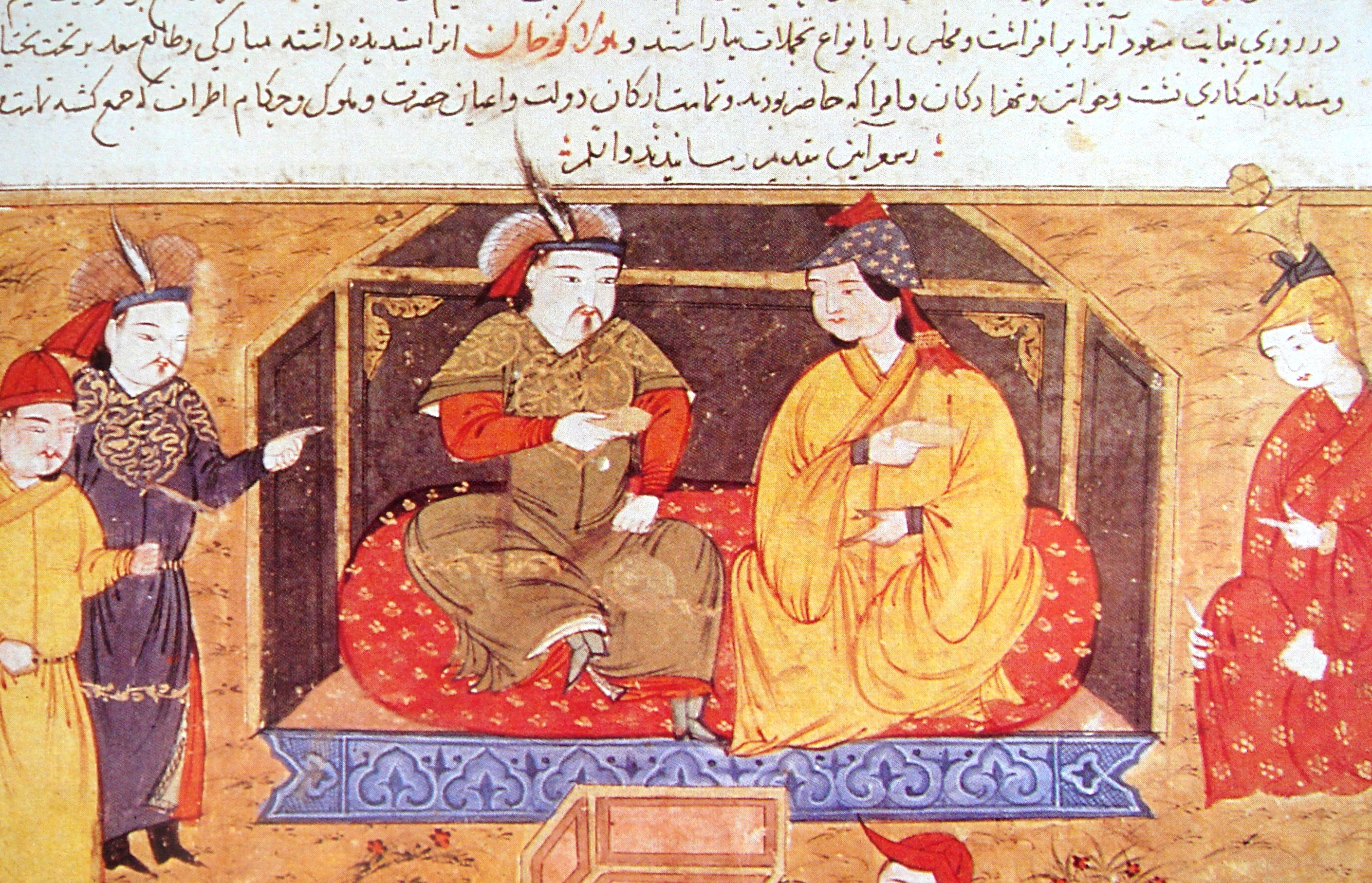
هولاكو خان مع دوكوز خاتون

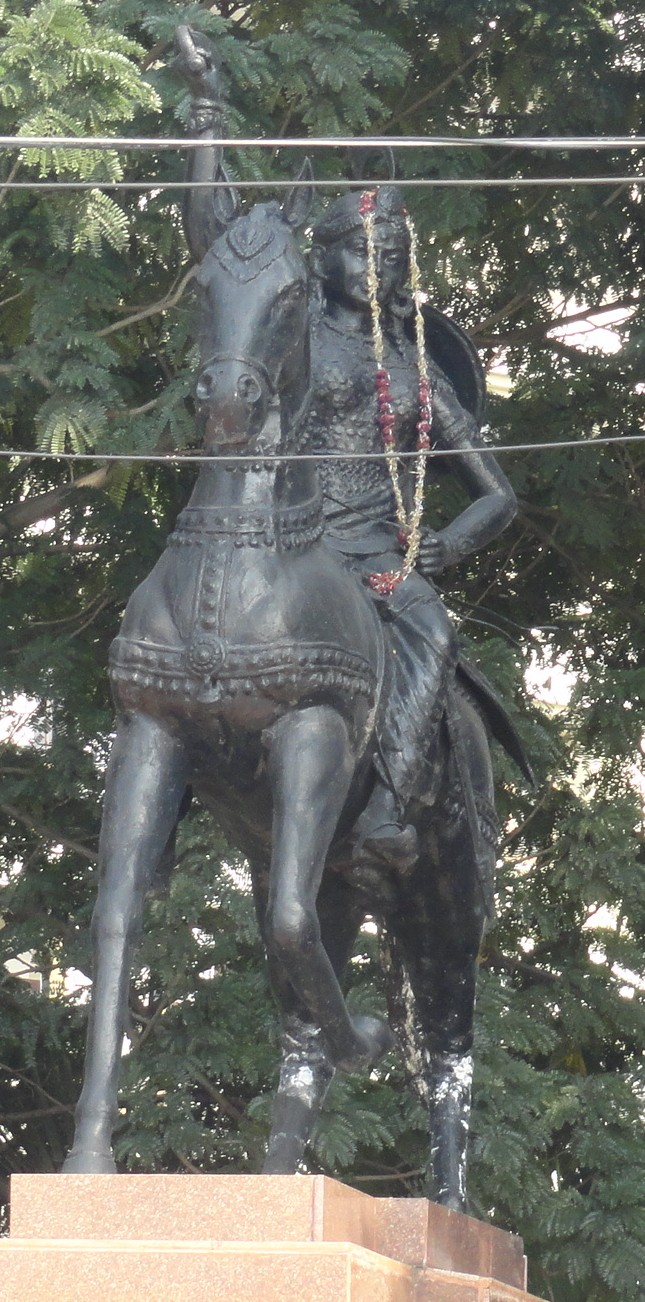
رودراما ديفي

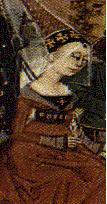
إيزابيلا من فرنسا

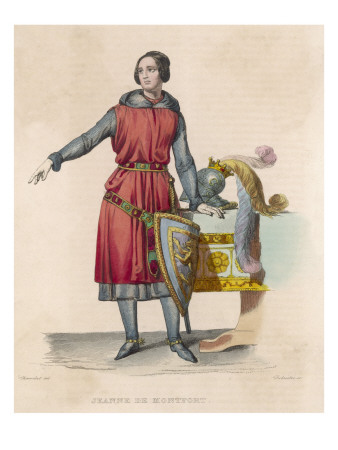
جوانا فلاندرز

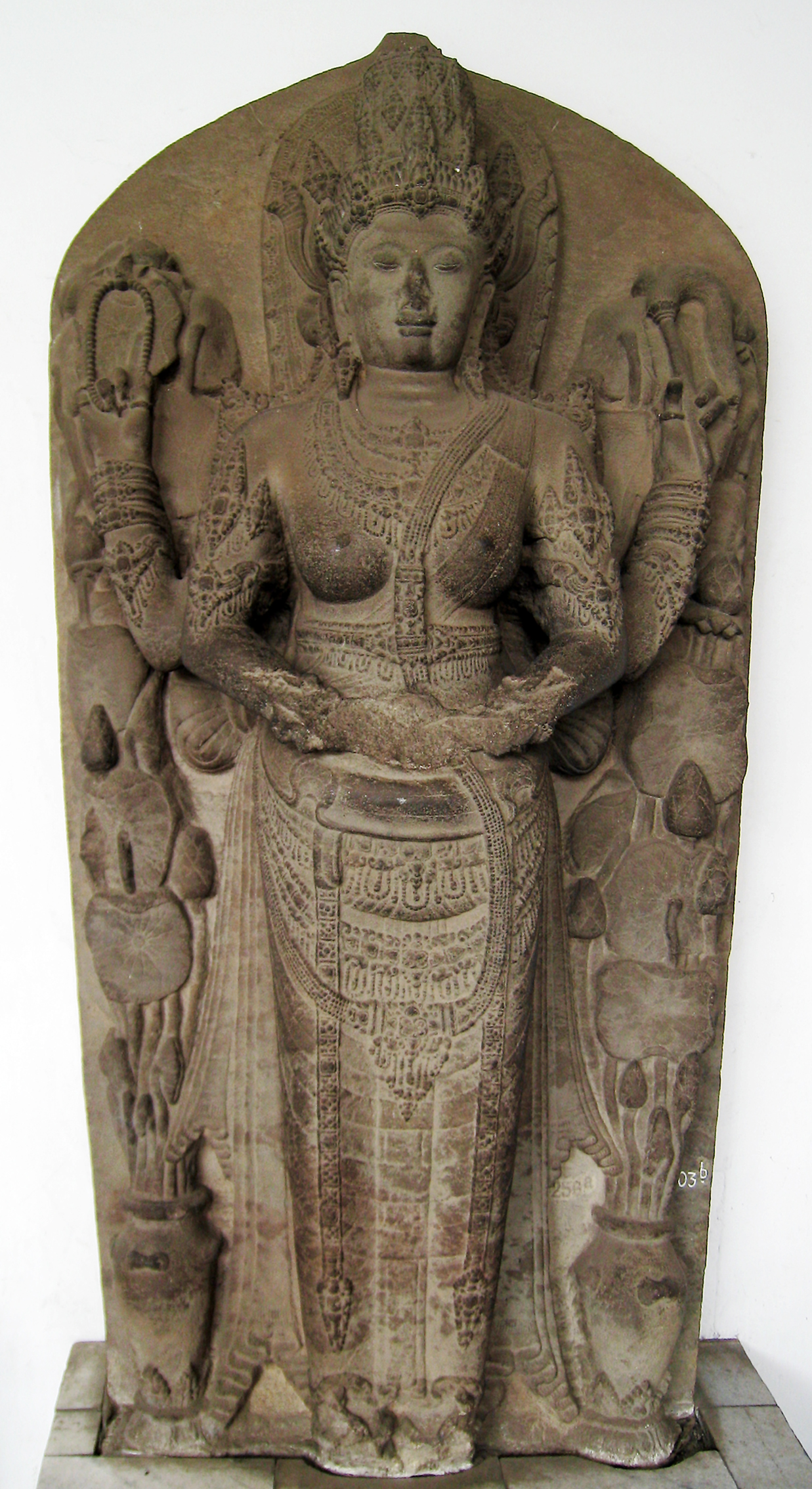
تريبهوانا ويجاياتونجيديوي

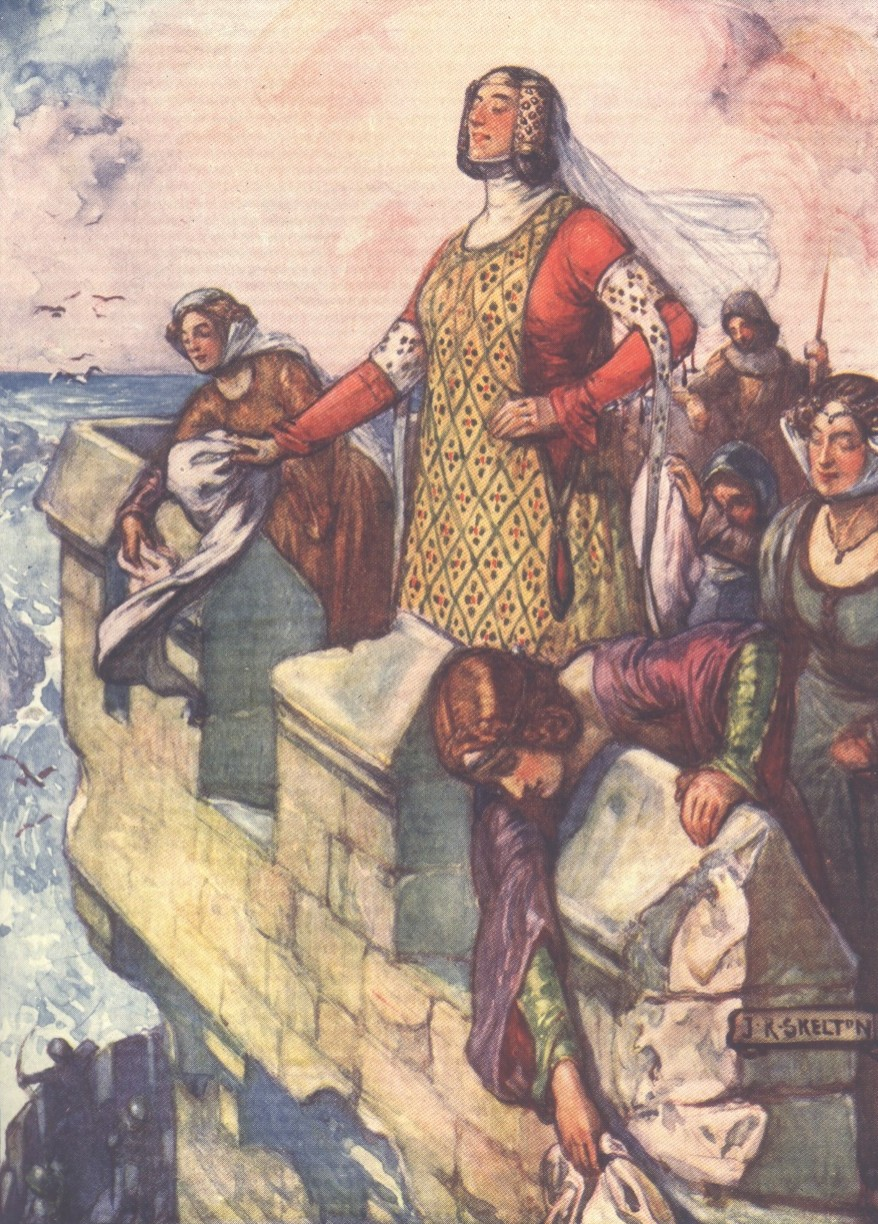
أغنيس راندولف

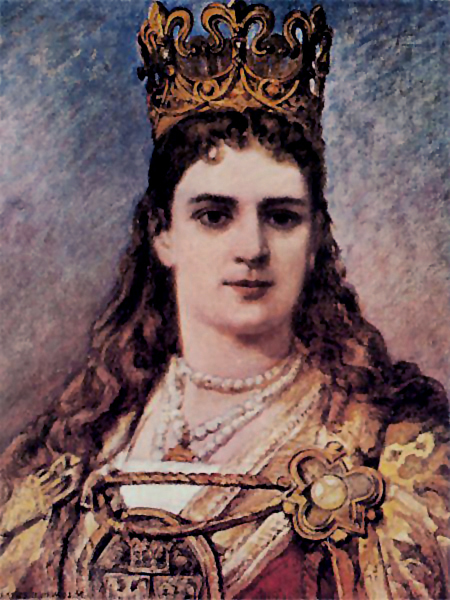
جادويغا ملكة بولندا

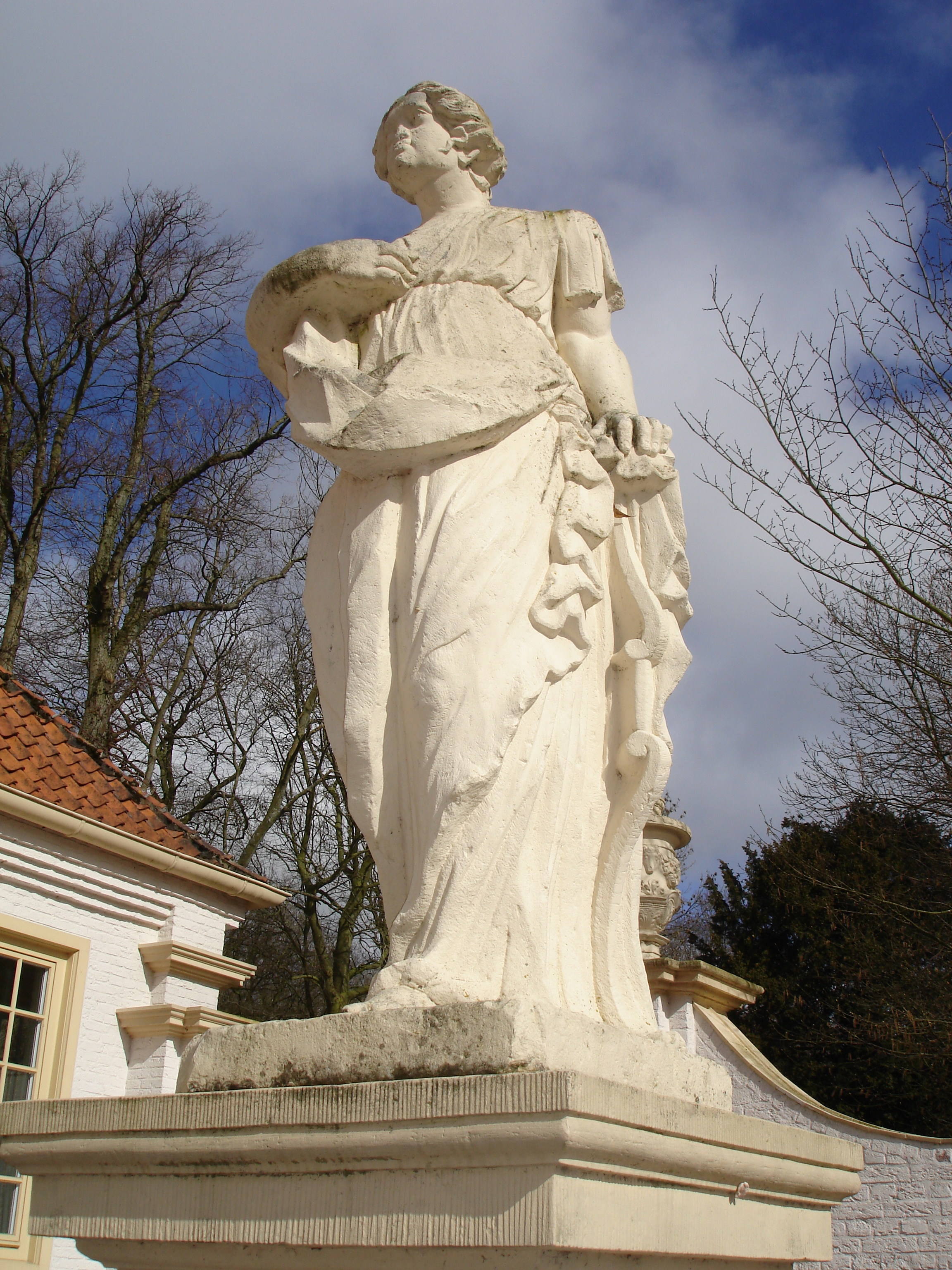
فولك كامبانا

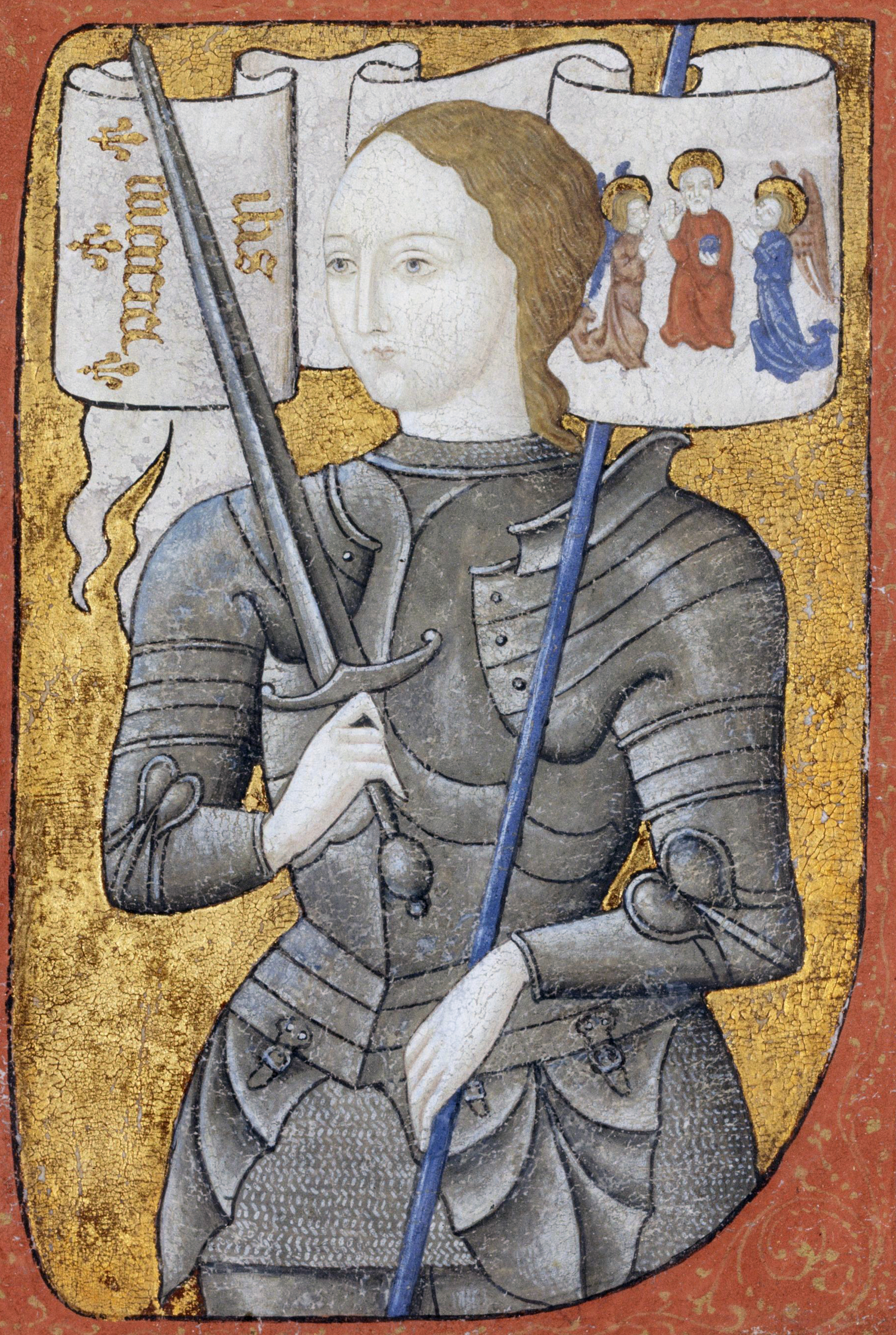
جان دارك

### القرن الخامس
- 451: وينسب للقديسة جنفياف بتجنب أتيلا في باريس من قبل حشد من الناس أثناء الصلاة.[1]

### القرن السادس
- القرن السادس: دفنت امرأة سكسونية بسكين ودرع في لينكولنشاير بـإنجلترا.[2]
- 589:[3] الراهبات الملكيات باسينة، ابنة كيلبيريك الأول، وكلوتيلدا يتمرنَّ ويستيلنَّ على السلطة في مدينة بواتييه عن طريق استخدام جيش من المجرمين [4]

### القرن السابع
- القرن السابع: مو تشوا من بالا. حسب حياته يصف نفسه متحول من «أمازونيتان» عنيفتان تُسميان بي وليثبين. [5][6]
- القرن السابع: الأميرة بينغ يانغ من الصين تساعد بإطاحة سلالة سوي من قبل تنظيم «جيش السيدة».[7]
- القرن السابع: ديهيا تقود المقاومة البربرية ضد الفتح الإسلامي لبلاد المغرب.[8]
- القرن السابع:[9] غزالة الحرورية تقود قوات في المعركة.[10]
- 624: الكاهنة القريشية العربية هند بنت عتبة تقود شعبها ضد النبي محمد في معركة بدر. قُتل كل من والدها، وعمها، وشقيقها في المعركة.[11]
- 625: هند بنت عتبة من بين خمسة عشر امرأة يرافقن القوات في معركة قرب المدينة المنورة، يقمن بالغناء ليلهمنَّ المحاربين. أغتبطت على جثة حمزة الذي قتل والدها، بمضغ كبده، وعملت المجوهرات من جلده وأظافره.[12]
- 625: نسيبة بنت كعب تقاتل في غزوة أحد نيابة عن النبي محمد بعد اعتناقها الإسلام.[13] شاركت حمنة بنت جحش أيضا في غزوة أحد ووفرت المياه للمحتاجين، وعالجت الجرحى والمصابين.[14] دخلت أم سليم بنت ملحان المعركة بحمل خنجر في طيات ملابسها، وتميل إلى الجرحى. وأشارت أيضا محاولات للدفاع عن النبي محمد عندما تحول مد المعركة ضده.[15]
- 627: رفيدة الأسلمية، أول ممرضة مسلمة، تحضر إلى الجرحى في معركة الخندق. كما شاركت أم سليم بنت ملحان، بحمل خنجر في جلبابها. وعندما سألها النبي محمد ما كانت تفعله معها، أبلغته بأنها تعتزم استخدامه لمكافحة الفارين.
- عقد 630: خولة بنت الأزور تشارك في القتال خلال معركة أجنادين وترتدي زي رجل مع عدة نساء أخريات، وتأخذ قيادة جيش الراشدين في معركة اليرموك ضد الإمبراطورية البيزنطية الرومانية. كادت تتعرض للهزيمة من قبل اليونانين البيزنطيين وعندما قامت واحدة من رفيقاتها الإناث، وفيرة، بقطع رأس منافسها بضربة واحدة. هذا العمل حشد العرب وهزموا اليونانيين.[16]
- 632: سجاح بنت الحارث، معاصرة للنبي محمد، قادت جيشاً من 4000 ضد المدينة المنورة بعد وفاته، لكنها ألغيت الهجوم عندما علمت بهزيمة طليحة بن خويلد الأسدي.[17]
- 634: أم حكيم بمفردها تخلصت من سبعة جنود بيزنطيين بقطب خيمة خلال معركة مرج الصفر.[18]
- 656: عائشة، أرملة النبي محمد، تقود جيشاً في معركة الجمل. وهزمت.[19]
- عقد 690: تقود امرأة اسمها الكاهنة ديهيا المقاومة الأمازيغية ضد الفتوح الإسلامية للمغرب الكبير.

### القرن الثامن
- القرن8 - القرن 13 (عصر الفايكنج): ساجا وسجلات تاريخية تقول من شيلدمايدينس فايكنغ مثل لاغيرثا المشاركة في معارك وغارات،[20] كفيبورك في معركة برافيلير في 750.[21][22]
- 722: الملكة Æthelburg من يسيكس تدمر مدينة تونتون.[23]
- 730: امرأة من الخزر اسمها برسبيت تقود الجيش ضد أرمينيا.[24]

### القرن التاسع
- 811: بعد أن منيت بخسائر كبيرة، كروم خان يحشد النساء من البلغار، اللاتي يشاركن في معركة بليسكا.[25]
- 870s: الملكة حمه تقود جيشاً نحو أدلكيس من بينيفنتو خلال تمردها ضد زوجها لودفيش الجرماني
- 880: إيرمينغارد الإيطالية تدافع عن فيين حتى اضطرت إلى الاستسلام في سبتمبر 882.[26]

### القرن العاشر
- 912-922: حكم Æthelflæd، ملكة مرسيا. قادت الجيوش، المدن المحصنة، وهزمت الدانماركيين. كما أنها هزمت ويلز وأجبرتهم على دفع الجزية لها.[27]
- 934: الملكة إيما الفرنسية تموت خلال الحملة العسكرية التي ساعدت زوجها ضد زمرته: كانت زعيمة جيش نشطة.
- 968: أولغا تدافع عن مدينتها خلال حصار كييف
- 971: سفياتوسلاف الأول هاجم الإمبراطورية البيزنطية في بلغاريا في 971. عندما هزم الإفرنج في معركة دوروستولون، وقد تفاجأ المنتصرين لاكتشاف شيلدمايدينس بين المحاربين الذين سقطوا.[28]
- 975: أديلايد-بلانش أنجو، تعمل كوصية على لأبنائها غي وبرتراند، قاد جيشا لمساعدة الرجل (المعروف أيضا باسم غيدو II)، يعد بواسطة الأسقف لو بوي، في تأسيس «سلام الله» في لو بوي.[29]
- 975: الفيرا راميريز وابن أخيها تقود جيش ليونيس في حصار موريش جورماز.
- 986: خيتان أرمله ريجنت الإمبراطورة شياو يان يان مملكة لياو، تفترض السلطة في عمر 30 في 982. في 986، قادت شخصياً جيش بلدها ضد سلالة سونغ وانتصرت عليهم في معركة،[30][31][32][33][34] تقاتل الجيش الصيني المتراجع. ثم إنها أمرت بإخصاء حوالي 100 من الفتيان ذوي الأصول هان الصينية كانت القت القبض عليهم في الصين، مكملة العرض في خيتان من المُخصين للعمل في خدمتها، من بينهم كان الخصي وانغ جيان. كان الأولاد فقط من أقل من عشر سنوات وتم اختيارهم لمظهرهم الجيد.[35][36][37][38] وصف تاريخ لياو وأشادت الإمبراطورة تشينجتاون لالتقاط وكتلة الإخصاء من الأولاد الصيني في سيرة على الخصي الصيني وانغ جيان.[39][40][41][42][43][44][45][46][47][48][49]
- أواخر القرن العاشر: تمرد غوديت ضد مملكة أكسوم في إثيوبيا.[50]

### القرن الحادي عشر
- أوائل القرن الـ11: فريديس إيرلكسدوتير، وهي امرأة من الفايكنغ، أشرعت إلى فينلاند مع Þorfinnr «كارلسفني» Þórðarson. عندما واجهت مواطنين عدائيين أثناء الحمل، عرضت ثدييها وضربت صدرها بالسيف. وادى ذلك بهروب المواطنين.[51]
- 1047: أكاديفي، أميرة هندية، تحاصر قلعة غوكاج.[52]
- 1058-1086: سيكيلغايتا ساليرنو، الزوجة الثانية لـروبرت جيسكارد، دوق بوليا، ترافق زوجها في الحملات العسكرية، وبأنتظام وضعت على المدرعات وركوب الخيل في المعركة إلى جانبه.[53]
- 1071: ريتشيلد، كونتيسة يمبورغ تم أسرها في معركة كاسل.[54]
- 1072: أوراكا من زامورا، انفانتا للمملكة قشتالة، تدافع عن مدينة زامورا ضد شقيقها سانشو.[55]
- 1075: إيما دي جوادير، كونتيسة نورفولك تدافع عن قلعة نورويتش أثناء الحصار.
- 1087: ماتيلدا من توسكانا تقود شخصيا بعثة عسكرية إلى روما في محاولة لتثبيت البابا فيكتور، لكن قوة الهجوم المضاد للإمبراطورية القريب أقنع البابا بالتقاعد من المدينة.[56]
- 1090: نورمان امرأة إيزابيل من كونشيس تركب الخيل مسلحة كفارس.[57]
- 1097: فلورين من بورجوندي تشارك في الحملة الصليبية الأولى مع زوجها، وتشارك في القتال الفعلي إلى جانبه في حين تعرض جيشهما لهجوم ودُمر في الأناضول.[58]

### القرن الثاني عشر
- 1101: إيدا من فورمباتش-راتينبيرغ تقود جيش بلدها في الحملة الصليبية من 1101.
- 1116: تيريزا، كونتيسة البرتغال تنجح بالدافع عن كويمبرا ضد المغاربة ومُنحت لقب الملكة بأعتراف من قبل البابا.
- 1121: أوراكا ليون وقشتالة تحارب أختها، تيريزا، كونتيسة البرتغال عندما ترفض إستسلام مدينة توي، بونتيفيدرا.[59]
- 1130: الجنرال الصيني ليانغ هونغ (أنثى)، زوجة الجنرال هان خه شى تشونغ من سلالة سونغ، تمنع تقدم جيش جين مع زوجها. تبث الطاقة بالطبول بجيش سونج وتلتف عليهه لهزيمة جين.[60]
- 1136: أميرة ويلز غوينليان فريتش جروفيد تقود جيشا ضد النورمان. فتهزم وتقتل.[61]
- 1141: ماتيلدا البولونية تثير جيشاً لمواصلة النضال من أجل التاج البريطاني، بعد آسر زوجها الملك ستيفن من قبل الإمبراطورة ماتيلدا.[62]
- 1145: إليانور آكيتيان ترافق زوجها في الحملة الصليبية الثانية.[63]
- 1148: ميليسندا ملكة أورشليم تشارك بنشاط في التخطيط الاستراتيجي العسكري على رأس قوات لها في المجلس في عكا خلال الحملة الصليبية الثانية
- 1150: قتل النبيل السويدي جون يارل من قبل قراصنة بحر البلطيق الذين هاجموا تركته آسكينوس بعد عودته من الحملة الصليبية السويدية الأولى، وبعد ذلك أرملته، السيدة آسكاناس (لم يتم الحفاظ على اسمها)، تفر إلى هندهامر، وتجمع جيشاً وتعودة إلى قتل قتلة زوجها.[64]
- 1170-1176: أويف ماكموروج تقود المعارك في ايرلندا نيابة عن قرينها ريتشارد دي كلير، إيرل الثاني من بمبروك والتي تعرف أحيانا باسم «إيفا الحمراء».
- 1172: الكونتيسة الرودة من بيرتينورو تنهي حصار أنكونا من خلال قيادة الجيش في المعركة وسحق القوات الإمبريالية.
- 1172-1218: أوماديفي، حرم الملك فيرا بالالا الثاني، قادت جيوش ميسور ضد تشالوكياس المتنافسة على الأقل في مناسبتين، وسمحت لبيلالا بالتركيز على المسائل الإدارية، وبالتالي ساهمت كثيراً في فتح هويسالا[65][65][66] من تشالكيوا في كالياني (قرب الوقت الحاضر بيدار).
- 1179: إليزابيث من المجر، دوقة بوهيميا تدافع بنجاح عن براغ تجاه سلفها سوبيسلاف الثانية نائبة لجلالة الملك أثناء غياب زوجها. أظهرت نفسها في ميدان المعركة مع وجود علامات كتابية على رايتها.
- 1180-1185: أنثى المحارب الياباني تومو غوزين تحارب في حرب جينبي جنبا إلى جنب مع الرجال.[66]
- 1182-1199: هوجو ماساكو تركب مع زوجها ميناموتو نو يوريتومو في حملاته الانتخابية، وكانت لم تهزم في المعركة أبداً.[67]
- 1184: إليزابيث من المجر، دوقة بوهيميا، للمرة الثانية، بنجاح تدافع عن براغ تجاه شقيقها في القانون سوبيسلاف الثاني نائبة لجلالة الملك أثناء غياب زوجها
- سبتمبر 1187: سيبيلا ملكة أورشليم، تقود شخصيا الدفاع عن مدينة القدس خلال حصار صلاح الدين.
- 1189: إليزابيث من المجر، دوقة بوهيميا تدافع عن براغ نحو كونراد الثاني من بوهيميا ولكنها أضطرت للاستسلام وتسليم المدينة.
- 1191-1217: نيكولا دو لا هاي دافعت عن مصالح الموالين ضد بارونات المتمردين في لينكولن، إنجلترا.[68]
- 1198: مود دي براوس تدافع عن قصر بلاينس ضد الهجوم الويلزي

### القرن الثالث عشر
- 1201: امرأة يابانية هانغاجو جوزين تدافع عن حصن بالرماية حتى تم قتلها بسهم.[69]
- 1221: ابنة جنكيز خان، خاقان من الإمبراطورية المغولية، تذبح سكان نيسابور للانتقام لموت زوجها الذي قتل في عمل
- 1230: الوصية الفرنسية بلانكا من قشتالة تنظم وتقود شخصياً الجيش الفرنسي في اخماد التمرد في بريتاني
- 1236-1239: حكم رضية سلطانة،[70] قادت قواتها في المعركة.[71]
- 1236-1294: تم حضر المحاربين الأناث في حملات المغول.
- 1258: دوكوز خاتون ترافق زوجها هولاكو بحملاته. في سقوط بغداد عام 1258، ذبح المغول عشرات الآلاف من السكان، ولكن بأمر من دوكوز، تجنب المسيحيين.[72]
- 1261-1289: حكم الملكة الهندية رودراما ديفي. تقود قوات لها في المعركة، وربما تكون قد قتلت في المعركة في 1289.[73]
- 1264:اليانور من بروفانس تثير القوات في فرنسا لزوجها خلال الحرب البارونات.[74]
- 1270: إليانور القشتالية ترافق زوجها في حملته، وفقا للأسطورة قامت بإنقاذ حياته ومن خلال امتصاص السموم من جرحه عندما كان مصابا.[75]
- 1271: إيزابيلا الأراغونية، ملكة فرنسا تموت في كوزنسا في طريق العودة من الحروب الصليبية.[76]
- 1290: المكتوب الملكي أرمورييس مس. I.33. يُكتب وهو يصور المقاتلين. مثال على امرأة تدعى بورجيس تُدرب في تقنيات السيف والترس وهي في المخطوطة وغيرها.[77]
- 1296: بيرثا فان هيوكيلوم تدافع عن قلعة آيسلستاين ضد هوبريتشت فان فيانين من كولمبورخ[78]
- 1297: جوانا الأولى ملكة نافارا باعتبارها كونتيسة شمبانيا، تقود جيشا ضد كونت بار عندما حاول غزا المنطقة.[79]
- أواخر القرن الـ13: قوتولون، وهي قريبة قوبلاي خان، توصف بأنها محاربة رائعة ترافق والدها قايدو في الحملات العسكرية.[80]

### القرن الرابع عشر
- القرن الـ14: أوردوجا، أميرة فلبينية، تشارك في عدة معارك. ويعتقد كثير من المؤرخين أنها كانت أسطورة.[81]
- القرن الـ14: جوانا فلاندرز تقود قوات إلى المعركة. جوان، كانت دوقة بريتاني من بين خصومها.
- 1326:إيزابيلا من فرنسا تغزو إنجلترا مع روجر دي مورتيمر في انقلاب ضد إدوارد الثاني ملك إنجلترا، لتحل محله مع ابنها إدوارد الثالث من إنكلترا، معها ودي مورتيمر بوصفها الحكام.[82]
- 1331: الملكة تريبهوانا ويجاياتونغاديوي تقود الجيش لسحق التمرد في مجالات سادينغ وكيتا.
- 1334: أغنيس راندولف تدافع بنجاح عن قلعتها ضد الحصار من قبل إيرل إنجلترا سالزبوري.
- 1335: خلال حرب الأستقلال الأسكتلندي الثانية قادت كريستينا بروس حامية قلعة كيلدرومي وحفظت القلعة بنجاح ضد القوات الموالية لبايلول ديفيد الثالث سترنثبوغي
- 1335: الاسكتلنديون يهزمون مجموعة مشتركة بقيادة كونت نامور. من بين ضحايا الكونت كانت امرأة رماحة التي قتلت منافسها، ريتشارد شو، في اللحظة نفسها التي قتلها. تم اكتشاف جنسها عندما تم تجريد الجثث من دروعهم في نهاية الأشتباك.[83]
- 1338: أغنيس راندولف تدافع عن قلعة دنبار ضد حصار دام خمسة أشهر من قبل الإنجليز
- 1341: آنا من طرابزون تقود مسيرات لاتخاذ عرش طرابزون على رأس جيش.
- 1342: جوانا فلاندرز تنتصر على مدينة ريدون وتدافع عن مدينة هينبونت خلال الحرب البريتونية
- 1347:فيليبا هينو تقنع زوجها بعدم إعدام برجوازية كاليه، الذين هزموا.[84]
- 1354: تقاريرابن بطوطة تروي رؤيته لنساء محاربات في جنوب شرق آسيا.[85]
- 1351-1363: هان إي تخدم كجندي في الجيش الصيني تحت اسم هان غوانباو، وتم ترقيتها إلى ملازم أول.[86]
- 1358: ريتشارديس شفيرين تدافع عن قلعة سوندربورغ ضد فالديمير الرابع ملك الدنمارك.[87]
- 1364-1405: استخدام تيمورلنك للرماة الإناث للدفاع عن قطارات الأمتعة.
- 1387: جادويغا ملكة بولندا تؤدي حملتين عسكريتين
- 1389: الوصية الفريزية فولك كامبانا تقود الجيوش لمساعدة زوجها أوكو كينيسنا توم بروك، رئيس أوريتشيرلاند: بعد العثور عليه ميتا في ساحة المعركة، عادت لأوريتش.[88]
- 1392: ماريا، ملكة صقلية، تنتصر بصقلية وتهزم بارونات التمرد كقائدة للجيش جنبا إلى جنب مع بعلها
- 1398: كان رام بياري غورجار قائدة إنثى من الذين قاتلوا ضد تيمورلنك، عندما غزا تيمورلنك المناطق من هاريدوار إلى دلهي القديمة.

### القرن الخامس عشر
- القرن الـ15: ميري سياراجان تقود العشائر الايرلندية في التمرد
- القرن الـ15:إيزابيلا، دوقة لورين، تقود جيشاً لإنقاذ زوجها من دوق بورغوندي
- القرن الـ15: ماندوخاي خاتون تأخذ قيادة الجيش المغولي وتهزم ويراتس.[89]
- القرن الـ15: كلودي دي أرمويسيس جندية في إيطاليا.[90]
- منتصف القرن الـ15: زعيمة زيدية يمنية الشريفة فاطمة تنتصر في صنعاء.[91]
- 1415: فيليبا لانكاستر ملكة البرتغال تضع مخططات لـ غزو سبتة، وهو ما يتم بعد وفاتها بقليل، مما أدى إلى وضع أساس الإمبراطورية البرتغالية الإستعمارية.
- 1419: مارجريت البافارية تدافع عن برغونية الفرنسية ضد جان الرابع، كونت أرمانياك.[92]
- 1420: جوان الفرنسية، دوقة بريتاني، تشن حربا ضد عشيرة بينثيفر في بريتاني ومعاقلهم واحدا تلو الآخر إلى أن تهزم آخرهم، لاطلاق سراحها زوجها، الدوق، الذي كان قد أسر من قبلهم
- 1428: سيسيليا روزجوني تقد سفينتها الخاصة في المعركة نحو الإمبراطورية العثمانية تحت لواء سيغيسموند من المجر في قلعة جوليوباك. عندما تراجع الجيش تعرض سيغيسموند لهجوم فتتدخل سيسيليا، لإنقاذ حياة الملك المجري.
- 1428: فيليبا الإنجليزية ملكة الدنمارك، تنظم بنجاح الدفاع عن كوبنهاغن ضد الرابطة الهانزية، روى هذه الواقعة في وقت لاحق هانز كريستيان أندرسن البطل الفذ في كتاب صور العراب (1868).[93]
- 1429: جان دارك تؤكد أن الله قد أرسلها لطرد الإنجليز من فرنسا، وتُعطى منصبا في الجيش الملكي الفرنسي.[94] وهي مدعومة من قبل يولاند من أراغون، والدة الملكة ماري دانجو (زوجة الملك شارل السابع).[95]
- 1433: إيدا كونيجسمارك تدفاع بشكل أسطوري عن إقطاعية قلعة كاستلهولم فيأولاند في فنلندا السيدية خلال تمرد إينجيلبريكت.
- [96]
- 1451-1452: بريتا توت بمثابة جاسوسة في الحرب بين السويد والدنمارك.[97]
- 1455: إليز إيسكيلسدوتير تقود حرباً ضد الطبقة التجارية الألمانية بيرجن في النرويج انتقاما لمقتل زوجها، عن طريق أسطول قراصنة تابع لها. [98]
- 1461: الملكة مارغريت أنجو تهزم ايرل وارويك في حرب الوردتين
- 1461: الليدي نايفت تدافع عن قلعة باكنغهام في نورفولك ضد السير جلبرت من ديبينهام.[99]
- 1467: أولوف لوفتسدوتير تقود شخصياً الحرب ضد الإنجليز في أيسلندا.[100]
- 1470: جوانا من روزميتال تقود الجيش التشيكي في الحرب
- 1471: الملكة مارغريت أنجو تُهزم في معركة توكسبوري. وتهرب هي وابنها إلى فلاندرز. وقبض اليوركيين عليها في نهاية المطاف وفداها لويس الحادي عشر، بعد أن أقسمت بعدم الذهاب إلى الحرب في ما بعد.
- 1472: أونوراتا روديانا من كريمونا، أصيبت بجرح قاتل في المعركة. وكانت قد تنكرت كرجل لتصبح جنديا.[101]
- 27 يونيو 1472: جين هاشيت مزقت علم البورغندين الغزاة في بوفيه، وألهمت الحامية لكسب المعركة.[102]
- 1481: نبيلة هولندية سوب سجاراد تدافع عن قلعتها خلال حصار هولندا.[103]
- 1482-1492: الملكة إيزابيلا الأولى تشارك بنشاط في حرب غرناطة
- 1487: كاتارينا نيبيرتز تدافع عن قلعة راسيبورغ في فنلندا، إقطاعية آخر زوج لها، ضد قوات تابعة جديدة معانة من قبل الوصي، لعدة أسابيع.[104]
- 1494: آتس بونينغ تدافع عنه حصنها في فريسلاند.[105]
- 1496: باوك بوبيما تدافع عن حصنها في فريسلاند.
- 1499: كاترينا سفورزا تدافع بنجاح عن فورلي ضد هجوم البندقية وأصبحت مشهورة بلقب «النمر».

## المزيد من القراءة

### الإستطلاعات
- دي باو، ليندا غرانت. معركة صرخات والتهويدات: المرأة في الحرب من عصور ما قبل التاريخ إلى الحاضر (مطبعة جامعة أوكلاهوما، 1998)، والتاريخ الشعبي بواسطة باحث رائد
- فريزر، أنطونيا. الأميرات المحاربات (خمر كتب، 1990)

### القرون الوسطى
- Bauer, Susan Wise (2010). The History of the Medieval World: From the Conversion of Constantine to the First Crusade (illustrated ed.). W. W. Norton. ISBN 0393078175.
- بليث، جيمس «المرأة في الجيش: وسيطات مدرسيات وصورة الأنثى المحاربة في القرون الوسطى،» تاريخ الفكر السياسي (2001)، V.22 ص 242-69.
- إيدجينغتون، سوزان بي وسارة لامبرت، محررتان. جندرة الحروب الصليبية (2002)، 13 مقالة علمية
- هاكرز، بارتون جيم «المرأة والمؤسسات العسكرية في أوروبا الحديثة المبكرة: والاستطلاع،» علامات (1981)، V6 ص 643-71.
- القش، ديفيد. «قوانين الشريعة فيما يتعلق بالقيادات النسائية العسكرية حتى وقت جراتيان: بعض النصوص لها سياقات تاريخية»، في الانصباب العظمى من الدم؟ تفسير عنف القرون الوسطى، المحررون. العلامة د. ميرسون، وآخرون. (مطبعة جامعة تورونتو، 2004)، ص. 287-313.
- القش، ديفيد. القائدة العسكرية ماتيلد من كانوسا، 1046-1115 (مطبعة جامعة مانشستر، 2008).
- هينغلي، ريتشارد، وأنوين، كريستينا. بوديكا: العصر الحديدي للملكة المحاربة (2006).
- إيلستون، جيمس مايكل. "آخر نشاط ذكوري بالكامل؟ النساء والحرب في الطبقات العليا وأواخر العصور الوسطى إعادة النظر في (رسالة ماجستير، جامعة كانتربري، 2009)، مع استعراض مفصل للأدب
- لوري، إي. «النساء السود المحاربات في الجيش الإسلامي بحصار فالنسيا وفوز سيد: مشكلة في التفسير،» تراديشيو، 55 (2000)، 181-209
- ماكلولين، ميغان. «المرأة المحاربة: الجنس، الحرب والمجتمع في أوروبا القرون الوسطى،» دراسات المرأة 17 (1990)، ص 193-209.
- ماير، C.T. «دور المرأة في الحركات الصليبية: مسح» مجلة تاريخ العصور الوسطى (2004). 30 # 1 ص 61-82
- نيكلسون، هيلين. «المرأة في الحملة الصليبية الثالثة»، مجلة العصور الوسطى 23 (1997)، ص. 335-49.
- سولتيرير، هيلين. «أرقام من أنثاث متشددات في القرون الوسطى فرنسا،» علامات 16 (1991)، ص. 522-49.
- تاوتاو. لياوشي [تاريخ ياو]. بكين: تشونغهوا شوجو، 1974 (أو تاوتاو، لياوشي (بكين: تشونغهوا شوجو، 1974)) فيربروجن، J.F. «المرأة في جيوش القرون الوسطى»، مجلة العصور الوسطى العسكرية 4 (2006)، ص. 119-36.

### الصين
- Keay, John (2010). China: A History. HarperCollins UK. ISBN 0007372086.
- McMahon, Keith (2013). Women Shall Not Rule: Imperial Wives and Concubines in China from Han to Liao. Rowman & Littlefield Publishers. ISBN 1442222905.
- Peterson, Barbara Bennett, ed. (2000). Notable Women of China: Shang Dynasty to the Early Twentieth Century (illustrated ed.). M.E. Sharpe. ISBN 0765619296.
- Toqto'a; et al. (1344). Liao Shi (宋史) [History of Liao] (in Chinese).
- Van Derven, H. J., ed. (2000). Warfare in Chinese History. Volume 47 of Sinica Leidensia / Sinica Leidensia (illustrated ed.). BRILL. ISBN 9004117741.
- Wang, Yuan-Kang (2013). Harmony and War: Confucian Culture and Chinese Power Politics (illustrated ed.). Columbia University Press. ISBN 0231522401.

النص الكامل عبر الإنترنت